# Otok Vrgada SI strana s o. Kozina
Otok Vrgada SI strana s o. Kozina este o arie protejată (sit de importanță comunitară — SCI) din Croația întinsă pe o suprafață de 262,06 ha, integral marine.

## Localizare
Centrul sitului Otok Vrgada SI strana s o. Kozina este situat la coordonatele 43°51′43″N 15°30′18″E / 43.862°N 15.505°E.

## Înființare
Situl Otok Vrgada SI strana s o. Kozina a fost declarat sit de importanță comunitară în iulie 2013 pentru a proteja un număr necunoscut de specii din flora spontană și fauna sălbatică aflate în arealul zonei.

## Biodiversitate
Situată în ecoregiunea marină mediteraneană, aria protejată conține 4 habitate naturale: Peșteri marine scufundate complet sau parțial, Straturi cu Posidonia (Posidonion oceanicae), Bancuri de nisip acoperite în permanență slab de apă marină, Terase mlăștinoase și terase nisipoase neacoperite de apă la reflux.
La baza desemnării sitului se află un număr nedeclarat de specii protejate.